# 黑寡婦蜘蛛
黑寡妇蜘蛛（學名：Latrodectus mactans）又名红斑寇蛛，常称作黑寡妇，是一种具强烈神经毒素的蜘蛛，人若被咬，可能會產生激烈的肌肉疼痛。“黑寡妇”这一名称一般特指本种，但有时也指其它多个同属（寇蛛属）物种。

## 特征
成年雌性黑寡妇蜘蛛腹部呈亮黑色，并有一个红色的沙漏状斑记。这个斑记通常是红色的，有些可能介于白色和黄色间或是某种红色到橘黄色间的颜色。对某些物种，斑记可能是分开的两个点。雌性黑寡妇蜘蛛包括腿展大约38毫米（约1.5英寸）长。躯体大约13毫米（约0.5英寸）长。雄性黑寡妇蜘蛛大小约只有雌性蜘蛛的一半，甚至更小。它们相对于躯体大小具有更长的腿和较小的腹部。它们通常呈黑褐色，并具有黄色条纹以及一个黄色的沙漏斑记。成年雄性蜘蛛可以通过更纤细的躯体和更长的腿和更大的须肢和未成年雌性蜘蛛区别开来。

## 习性
黑寡妇蜘蛛主要分佈于北美洲。它们一般以各种昆虫为食，不过偶尔它们也捕食虱子、马陆、小型蜈蚣，蝎子和其他蜘蛛（McCorkle, 2002）。当猎物缠在網上，黑寡妇蜘蛛就迅速从栖所出击，用坚韧的网将猎物稳妥地包裹住，然后刺穿猎物并将毒素注入（Foelix, 1982）。毒素10分钟左右起效，此间猎物始终由蜘蛛紧紧把持着（Foelix, 1982）。当猎物的活动停止，蜘蛛将消化酶注入伤口（Foelix, 1982）。随后黑寡妇蜘蛛将猎物带回栖所食用。

## 繁殖
作为节肢动物的共同特征，黑寡妇蜘蛛具有含几丁质和蛋白质的坚硬外壳。当雄性成熟，它会编织一张含精液的网，将精子涂在上面，并在触角（palpus）上沾上精液。黑寡妇蜘蛛通过雄性将触角插入雌性受精囊孔实现两性繁殖。交配后，雌性蜘蛛往往杀死并吃掉雄性；但在雌性饱食的情况下，雄性可得以逃脱。雌性产的卵包在一个球形柔滑的囊中，作为伪装和保护。一个雌性黑寡妇蜘蛛在一个夏天能产9个卵囊，每个含400个卵。通常，卵的孵化需要20至30天，但由于同类相食，这一过程中很少有12个以上能存活。黑寡妇蜘蛛发育成熟需要2至4个月。雌性在成熟后能继续生存约180天，雄性则只有90天。

## 毒理学
尽管其毒素的毒性很强，但注射剂量很小，且寡妇蜘蛛咬人导致死亡的案例非常少。在1950年至1959年间美国只发生了63例报导。黑寡妇蜘蛛的毒液会促进神经递质乙酰胆碱（acetylcholine）的释放。乙酰胆碱作用于肌肉，能引起肌肉的收缩。一般而言，黑寡妇蜘蛛的毒素对儿童和体弱者威胁较大。
在毒液中含有多种活性成分。毒液中含有一种叫做latrotoxin的蛋白质，这种蛋白可以促进乙酰胆碱的释放；此外还有一些分子量相对较小的多肽和毒素，这些小分子物质与细胞表面的阳离子通道在空间结构上显示出一定的同源性，能够与离子通道特异结合，它们能影响钙、钠和钾等阳离子的离子通道1；另外还有更简单的小分子化合物，如腺苷（adenosine），鸟苷（guanosine），肌苷（inosine），和2,4,6-三羟基嘌呤（2,4,6-trihydroxypurine）。毒素的转移机制是起先由淋巴系统携带最终进入血液系统。一旦进入血液，毒素随循环系统分布到机体各处的神肌接头处，并在那里沉积。影响最严重的是背部、腹部和大腿的肌肉区域。在神经肌肉接头处，latrotoxin蛋白与钙离子通道结合，使后者持续打开，大量钙离子在浓度梯度的驱动下进入神经细胞，触发乙酰胆碱从突触小泡释放，不断释放的乙酰胆碱与分布在肌肉上的受体结合后引起肌肉的持续收缩，从而导致痉挛——持续、强烈而痛性的肌肉收缩。标准治疗方案一般为对症治疗，包括止痛、肌肉弛缓，较少情况下也使用抗毒血清。毒素一般不在咬伤口处致病，除非有继发感染。
根据广泛报道的消息（Wigmore, 2003），智利科学家使用部分寡妇蜘蛛毒素合成一种药物，不仅可用作男性避孕药，还能产生多少和威而鋼类似的效果；然而，这并没在经同行评议的主流学术期刊中报导。

## 外部連結
- Fact Sheet on the Black Widow Spider includes information on habits, habitat and threats
- Latrodectus Mactans on Pterodattilo
- University of Washington Burke Museum spider myths
- http://www.carakurt.narod.ru/index_uk.html（页面存档备份，存于）
- Information on black widow spider bite in eMedicineHealth（页面存档备份，存于）